# باشگاه فوتبال پچی مکچک
باشگاه فوتبال پچی مکچک (انگلیسی: Pécsi MFC) یک باشگاه فوتبال واقع در پچ، مجارستان، که در حال حاضر در لیگ دسته دوم مجارستان، سطح دوم فوتبال در این کشور، فعال است.